# Liste der Kulturgüter in Gündlischwand
Die Liste der Kulturgüter in Gündlischwand enthält alle Objekte in der Gemeinde Gündlischwand im Kanton Bern, die gemäss der Haager Konvention zum Schutz von Kulturgut bei bewaffneten Konflikten, dem Bundesgesetz vom 20. Juni 2014 über den Schutz der Kulturgüter bei bewaffneten Konflikten sowie der Verordnung vom 29. Oktober 2014 über den Schutz der Kulturgüter bei bewaffneten Konflikten unter Schutz stehen.
Objekte der Kategorien A sind vollständig in der Liste enthalten, Objekte der Kategorie B sind im Gemeindegebiet nicht ausgewiesen, Objekte der Kategorie C fehlen zurzeit (Stand: 18. Februar 2024). Unter übrige Baudenkmäler sind Objekte zu finden, die im Bauinventar des Kantons Bern als «schützenswert» verzeichnet sind.

## Kulturgüter
| Foto |                                                              | Objekt                              | Kat. | Typ | Standort        | Beschreibung |
| ---- | ------------------------------------------------------------ | ----------------------------------- | ---- | --- | --------------- | --- |
| ja   | Datei hochladen · Wikidata zu Schynige Platte-Bahn (Q617181) | Schynige Platte-Bahn KGS-Nr.: 17033 | A    | G   | 636129 / 166799 | Das Objekt liegt auf den Gemeindegebieten von Gündlischwand (KGS-Nr. 17033), Gsteigwiler (KGS-Nr. 17032) und Wilderswil (KGS-Nr. 17034). |

## Übrige Baudenkmäler
Hinweis: Anstelle der KGS-Nummer wird als Objekt-Identifikator (ID) die Grundstücksnummer verwendet.
| ID           | Foto |                 | Objekt                               | Typ | Standort                              | Beschreibung |
| ------------ | ---- | --------------- | ------------------------------------ | --- | ------------------------------------- | ------------ |
| 28           | BW   | Datei hochladen | Trafostation (1913)                  | G   | Schöpfli 130a 635682 / 164577         |              |
| 28           | BW   | Datei hochladen | Wärterhäuschen (1. Viertel 20. Jh.)  | G   | Zweilütschinen N.N. 635673 / 164571   |              |
| 50; 72       | BW   | Datei hochladen | Ehemaliges Bauernhaus (1593)         | G   | Gässli 29, 31 636082 / 164820         |              |
| 51; 250; 264 | BW   | Datei hochladen | Ehemaliges Bauernhaus (17. Jh.)      | G   | Hübeli 50, 51, 52 636113 / 164706     |              |
| 63; 139      | BW   | Datei hochladen | Bauernhaus (1739)                    | G   | Gässli 21, 22 636075 / 164741         |              |
| 99; 267      | BW   | Datei hochladen | Bauernhaus (1789)                    | G   | Mätteli 61, 62 636205 / 164726        |              |
| 104          | BW   | Datei hochladen | Bauernhaus (1717)                    | G   | Alpweg 91 637038 / 165122             |              |
| 115          | BW   | Datei hochladen | Schopf mit Wasserpumpe (18./19. Jh.) | G   | Schwendeli 153a 636532 / 165142       |              |
| 205; 380     | BW   | Datei hochladen | Ehemaliges Bauernhaus (1758)         | G   | Hauptstrasse 126, 127 635545 / 164542 |              |
| 233          | BW   | Datei hochladen | Hochofen (1638)                      | G   | Schmelzi N.N. 635643 / 163447         |              |
| 258          | BW   | Datei hochladen | Doppelbauernhaus (1758)              | G   | Aebnit 90, 90c 637043 / 165072        |              |
| 259          | BW   | Datei hochladen | Käsespeicher (1828)                  | G   | Aebnit 89 636992 / 165065             |              |
| 381          | BW   | Datei hochladen | Ehemaliges Bauernhaus (1546)         | G   | Vor dem Wald 94 637189 / 165192       |              |